# Rafael Chylinski
Rafał Chyliński (nacido Melchior Chyliński; 6 de enero de 1694, Wysoczka, 2 de diciembre de 1741, Łagiewniki), fue un clérigo polaco de los Franciscanos Conventuales, beatificado por la Iglesia Católica.

## Biografía
Melchor Chyliński nació el 8 de enero de 1694 en la Corona del Reino de Polonia de Jan Chyliński y Marianna Małgorzata; sus parientes a menudo lo apodaban como "el pequeño monje" debido a su naturaleza piadosa. Más tarde se graduó en el colegio dirigido por jesuitas en Poznań y decidió ingresar a las fuerzas armadas en su sección de caballería, donde fue nombrado oficial tres años después.
El 4 de abril de 1715, a pesar de las objeciones de sus compañeros, se incorporó a la Orden de los Frailes Menores Conventuales de Cracovia y cambió su nombre durante el curso de su noviciado por el de "Rafal". Fue ordenado sacerdote en diciembre de 1717 después de haber hecho la profesión perpetua el 26 de abril de 1716. Fue asignado a parroquias en nueve ciudades separadas antes de ser enviado al lugar donde pasaría el resto de su vida y distribuyó alimentos y ropa a los pobres y enfermos de allí; también tocaba el arpa y el laúd, así como la mandolina para los himnos litúrgicos y pasó 20 meses en Varsovia atendiendo a las víctimas de la epidemia. También era conocido por sus sermones sencillos y sinceros y por ser un confesor apto.
Murió el 2 de diciembre de 1741.

## Beatificación
El proceso de beatificación comenzó bajo el Papa Clemente XIV el 29 de agosto de 1772 y obtuvo el título de Siervo de Dios; la confirmación de su vida de virtudes heroicas permitió que el Papa Pío XII lo nombrara Venerable. El milagro necesario para la beatificación fue investigado a nivel diocesano y luego recibió la validación antes de recibir la aprobación de los expertos médicos el 7 de marzo de 1990; los teólogos lo hicieron tan bien el 5 de julio de 1990 como lo hizo la Congregación para las Causas de los Santos el 23 de octubre de 1990. El Papa Juan Pablo II lo aprobó el 22 de enero de 1991 y beatificó al difunto franciscano el 9 de junio de 1991 en Varsovia durante su visita apostólica allí.
El postulador actual de esta causa es Angelo Paleri.